# Alexandros IV của Macedonia
Alexandros Aegos (hay Alexandros IV) (323 - 309 TCN), đôi khi còn được gọi là Aegos, là con trai của Alexandros Đại đế (Alexandros III của Macedonia) với công chúa Roxana của Bactria.

## Sinh ra
Alexandros IV là con trai của Alexandros Đại đế (một người Hy Lạp Macedonia) và Roxana, vợ của Alexandros (một người Sogdia). Ông là cháu nội của Philippos II của Macedonia. Do Roxana đã mang bầu khi Alexandros qua đời vào ngày 11 tháng 6 năm 323 TCN và giới tính của đứa bé chưa được biết rõ, cho nên đã có sự chia rẽ trong quân đội Macedonia về thứ tự kế vị. Trong khi lực lượng bộ binh ủng hộ người chú của đứa trẻ chưa ra đời là Philip III thì vị chiliarch Perdiccas, chỉ huy của lực lượng hetairoi (lực lượng kị binh chủ chốt của quân đội Macedonia) đã thuyết phục họ đợi với hy vọng rằng đứa trẻ được Roxana sinh ra sẽ là con trai. Hai phe đã thỏa hiệp và quyết định Perdiccas sẽ làm nhiếp chính của đế quốc này trong khi Philippos sẽ cai trị như là một ông vua bù nhìn và không có thực quyền. Nếu đứa trẻ là trai, cậu bé sẽ làm vua. Alexandros IV sinh vào tháng 8 năm 323 trước Công nguyên.

## Nhiếp chính
Sau một thời kì nhiếp chính hà khắc và một chiến dịch quân sự thất bại tại Ai Cập, một cuộc binh biến trong quân đội đã nổ ra và Perdiccas bị ám sát bởi những tướng lĩnh cấp cao của ông vào tháng 5 hay tháng 6 năm 321 hoặc 320 TCN (những vấn đề với bảng niên đại của Diodoros khiến cho năm diễn ra sự kiện này không chắc chắn)). Sau đó, Antipatros đã được chọn làm vị nhiếp chính mới tại cuộc phân chia ở Triparadisus. Ông ta đã đưa Roxana cùng với hai vị vua tới Macedonia và để lại các vùng lãnh thổ đã chinh phục được trước đây ở Ai Cập và châu Á dưới quyền của các phó vương (xem diadochi). Khi Antipatros mất vào năm 319 TCN, ông đã chọn Polyperchon, một vị tướng Macedonia mà đã từng phục vụ vua Philippos II và Alexandros đại đế, làm người kế nhiệm ông đồng thời bỏ qua người con trai của mình là Kassandros.

## Nội chiến
Kassandros đã liên minh với Ptolemaios I Soter, Antigonos và Eurydice, người vợ đầy tham vọng của vua Philippos Arrhidaeos, rồi tuyên chiến để giành chức vị nhiếp chính. Để chống lại, Polyperchon đã liên minh với Eumenes và Olympias.
Mặc dù vào giai đoạn đầu Polyperchon đã thành công và nắm được quyền kiểm soát các thành phố Hy Lạp nhưng hạm đội của ông đã bị Antigonos tiêu diệt vào năm 318 TCN. Sau trận chiến này, Kassandros đã gần như kiểm soát được toàn bộ Macedonia. Polyperchon bị buộc phải chạy trốn đến Ipiros cùng với Roxana và Alexandros trẻ tuổi. Một vài tháng sau, Olympias đã có thể thuyết phục người họ hàng của bà là Aeacides của Ipiros hỗ trợ Polyperchon tấn công giành lại Macedonia. Khi Olympias tới chiến trường, quân đội của Eurydice đã từ chối chống lại người mẹ của Alexandros và đào ngũ về phía Olympias, điều này đã tạo điều kiện cho Polyperchon và Aeacides dễ dàng chiếm lại Macedonia. Philippos và Eurydice đã bị bắt và hành quyết vào ngày 25 tháng 12 năm 317 TCN, lúc này chỉ còn duy nhất một mình Alexandros IV là vua và Olympias làm nhiếp chính của ông.
Kassandros đã quay trở lại vào năm sau (316 TCN) và chinh phục Macedonia một lần nữa. Olympias ngay lập tức bị hành quyết, trong khi nhà vua và mẹ của ông bị bắt làm tù binh và nằm dưới sự giam giữ của Glaucias tại pháo đài Amphipolis. Mãi đến khi các vị tướng Kassandros, Antigonos, Ptolemaios, và Lysimachos ký kết một hiệp ước đình chiến để chấm dứt cuộc chiến tranh Diadoch lần thứ ba vào năm 311 TCN thì họ mới công nhận quyền lực của Alexandros IV và có quy định rõ rằng khi ông đến tuổi thì sẽ thừa kế ngai vua từ Kassandros.

## Qua đời

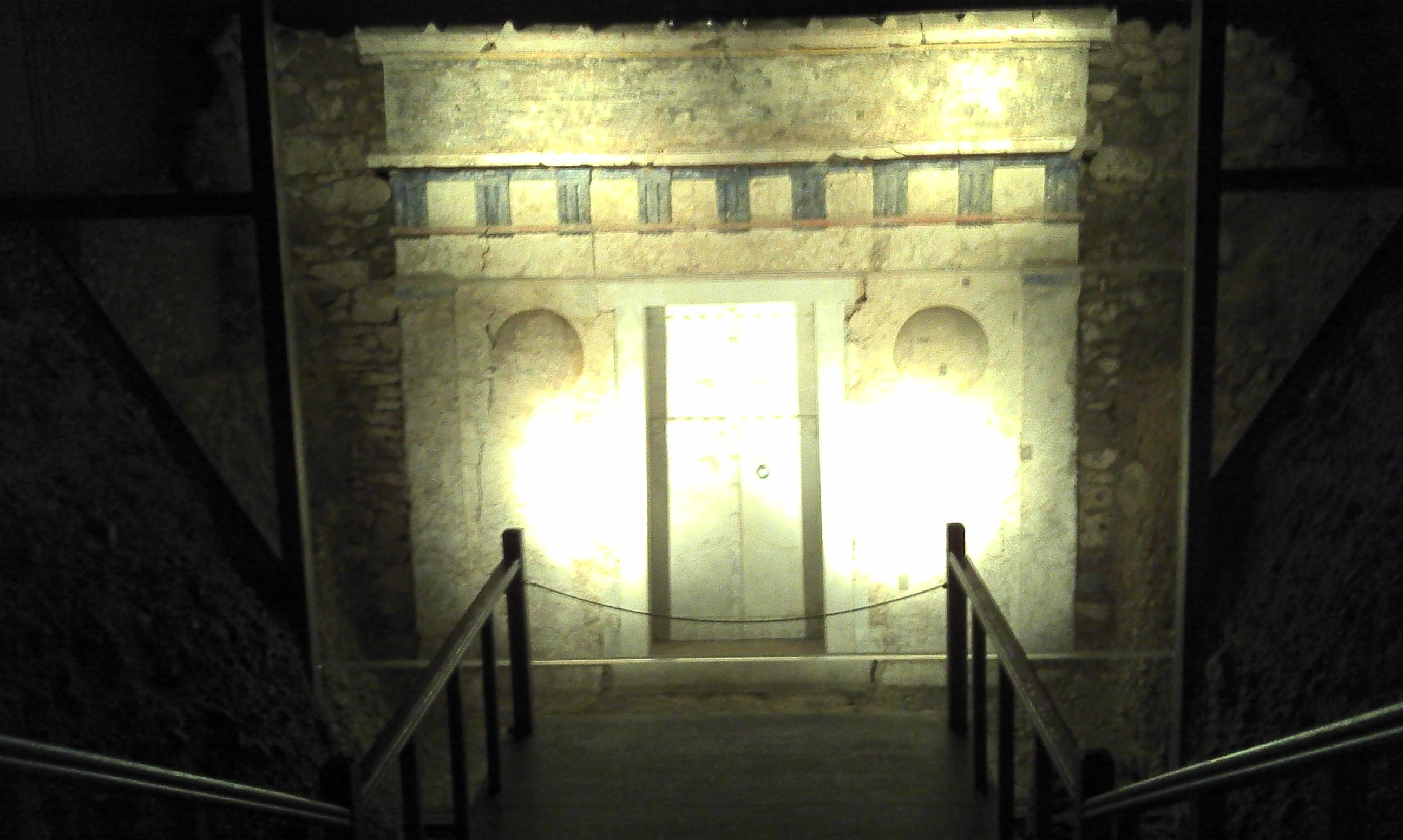
Ngôi mộ thứ 3 ở Vergina có thể thuộc về Alexandros IV

Sau hiệp ước trên, những người trung thành với triều đại Argead bắt đầu tuyên bố rằng Alexandros IV bây giờ đã trưởng thành và một vị quan nhiếp chính là không còn cần thiết nữa. Kassandros đã phản ứng ngay lập tức: ông ta ra lệnh cho Glaucias bí mật ám sát vị vua 14 tuổi. Mệnh lệnh ngay lập tức được chấp hành, Alexandros và mẹ của mình bị đầu độc chết. Đã có tranh cãi về năm mất chính xác của Alexandros IV bởi vì các nguồn mâu thuẫn nhau và theo sự nhất trí của Hammond và Walbank trong Lịch sử Macedonia tập thứ 3 thì Alexandros đã bị sát hại muộn nhất là vào mùa hè năm 309 TCN, ngay sau khi người anh cùng cha khác mẹ của ông là Heracles bị sát hại. Tuy nhiên, Green nghĩ rằng Heracles đã bị sát hại sau khi Alexandros IV bị ám sát
Một trong những lăng mộ hoàng gia được phát hiện bởi nhà khảo cổ học Manolis Andronikos trong quần thể được gọi là "Đại tumulus" ở Vergina vào năm năm 1977 / 8 được tin là thuộc về Alexandros IV.